# Nasutitermes corniger
A Nasutitermes corniger a rovarok (Insecta) osztályának csótányok (Blattodea) rendjébe, ezen belül a Termitidae családjába tartozó faj.

## Előfordulása
A Nasutitermes corniger a következő országokban található meg: Mexikó, Guatemala, Honduras, Costa Rica, Panama, Venezuela, Trinidad, Tobago és Bolívia. Újabban Florida államban is megjelent, valószínűleg behurcolás által.

## Megjelenése
E termeszfaj termeszvára nem olyan nagy termetű; legfeljebb 28 kilogramm tömegű és 68 cm × 46 cm × 34 cm. Amíg 20 centiméteres vagy ennél kisebb, kör alakú, aztán oválissá alakul. A termeszvár teteje sötétbarna, néhány kis dudorral a felszínén. A királynő egy 8 centiméter széles és 1 centiméter magas kamrában tartózkodik.
A király és királynő Nasutitermes cornigernek fekete szárnya, sötét teste és összetett szemei vannak. Az összetett szemek mellett pontszemei is vannak, ezek eléggé távol ülnek az összetettektől.

## Életmódja
A Nasutitermes corniger a termeszvárak védelmében él. Szimbiózisban áll a nitrogént megkötő baktériumokkal. A baktériumok a termeszek bélflóráinak részei.
E faj termeszvárába néhány állat is beköltözik; egyesek amíg a termeszek ott vannak, míg mások amikor a termeszek más felé költöztek vagy kihaltak az adott bolyból. Néhány „bérlő”: hangyák (Monacis bispinosa, Camponotus atriceps, Dolichoderus diversus), a Lophostoma silvicolum nevű denevér, madarak (trogonfélék, bukkófélék, kisebb testű papagájfélék).
A legfőbb ellenségei a Tamandua-fajok; ezek ellen a katonák erősszagú, ragacsos váladékot lövellnek ki. Ha támadót észlelnek, a katonák azonnal ott teremnek védeni a várat. A Salyavata variegata nevű félfedelesszárny is megtizedeli a Nasutitermes corniger állományokat.

## Szaporodása
Csak a királyi pár szaporodhat. Általában csak egy királyi pár van egy termeszvárban, de ha ez nagy méretűre nő, akkor több királyi pár is lehet. A felnőtt kolónia körülbelül 50 000–400 000 dolgozót foglal magába. Ha elérte ezt a példány számot, akkor 5000–25 000 király és királynőt termel a boly. Ekkor a „nemesség” össztesttömege a boly biomasszájának 35 százalékát teszi ki.

## Rokon faj
A Nasutitermes corniger legközelebbi rokona a Nasutitermes ephratae.

## Fordítás
- Ez a szócikk részben vagy egészben  a   Nasutitermes corniger című angol Wikipédia-szócikk ezen változatának fordításán alapul.  Az eredeti cikk szerkesztőit annak laptörténete sorolja fel. Ez a jelzés csupán a megfogalmazás eredetét és a szerzői jogokat jelzi, nem szolgál a cikkben szereplő információk forrásmegjelöléseként.